# Uwe Lichtenberg

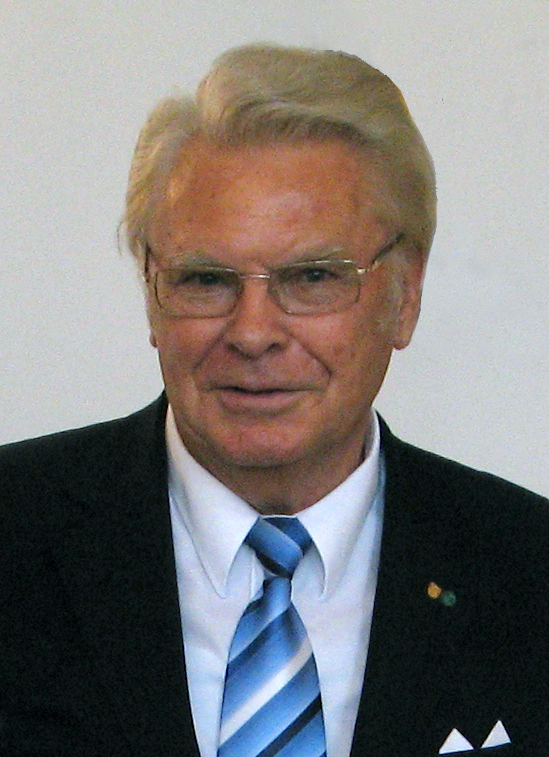
Uwe Lichtenberg am 23. Juni 2009

Uwe Lichtenberg (* 21. Juni 1934 in Ahrensburg; † 11. Mai 2011 in Fürth) war ein deutscher Politiker (SPD) und Oberbürgermeister der Stadt Fürth.

## Leben
Lichtenberg wurde in Ahrensburg geboren und wuchs in Oberbayern auf. Er absolvierte eine Lehre als Einzelhandelskaufmann und wurde anschließend Diakon. Nach einem Studium der Sozialpädagogik kam er im Jahr 1958 nach Fürth, wo er zunächst im Jugendamt arbeitete.
Ab 1959 war Lichtenberg Mitglied der SPD. Im Jahr 1966 wurde er erstmals in den Fürther Stadtrat gewählt, ab 1972 war er Vorsitzender der SPD-Stadtratsfraktion. 1975 wechselte Lichtenberg als Sozialreferent in die Stadtverwaltung. Im Jahr 1984 wurde er als Nachfolger von Kurt Scherzer (FDP), der nicht mehr kandidiert hatte, zum Oberbürgermeister gewählt; er erhielt 54 Prozent der Stimmen. 1990 wurde er mit 57 Prozent der Stimmen wiedergewählt. Im Jahr 1996 unterlag er mit einem Abstand von 300 Stimmen in der Stichwahl Wilhelm Wenning (CSU). Lichtenberg zog sich nach der Niederlage ins Privatleben zurück.
In die Amtszeit von Lichtenberg fielen unter anderem der Neubau und die Sanierung des Fürther Klinikums, mit dem er bereits als Sozialreferent befasst war.
Lichtenberg trat auch für den Weiterbau der U-Bahn-Linie 1 ein. In seine Amtszeit fiel die Eröffnung der Station Fürth Hauptbahnhof, mit dem Bau der Ende 1998 eröffneten Verlängerung bis zur Stadthalle wurde in seiner Amtszeit begonnen. Der Ausbau der U-Bahn war in Fürth umstritten und wurde von Lichtenberg selbst als ein Grund für seine Niederlage im Jahr 1996 angegeben.
Als weiteren Grund für seine Niederlage 1996 sah Lichtenberg die Diskussion um die Müll-Schwelbrennanlage, für die Lichtenberg eintrat und mit deren Bau im Jahr 1994 begonnen wurde. Die Schwelbrennanlage ging letztlich wegen mehrerer Störfälle nur für wenige Monate in Betrieb.
Die zweite Amtszeit Lichtenbergs ab dem Jahr 1990 wurde geprägt vom 1995 vollzogenen Rückzug der US-Truppen aus Fürth, die dort drei Kasernen unterhielten. Die wesentlichen Entscheidungen zum weiteren Umgang mit den freigewordenen Flächen fielen allerdings unter seinem Nachfolger.
Lichtenberg forcierte auch die Zusammenarbeit der Städte Nürnberg, Fürth, Erlangen und Schwabach in der Städteachse, die zu dieser Zeit alle SPD-regiert waren. Zu den wichtigsten Planungen gehörte der gemeinsame Gewerbepark der Städte Nürnberg, Fürth und Erlangen im Knoblauchsland. Nach den Wahlsiegen der CSU in der Städteachse bei den Kommunalwahlen 1996 wurde dieser Gewerbepark allerdings nie realisiert (neben Fürth gewann die CSU im Jahr 1996 auch das Oberbürgermeister-Amt in Nürnberg und Erlangen).
Neben der engeren Kommunalpolitik lag ein Schwerpunkt der Politik Lichtenbergs auch auf Frieden und Völkerverständigung. Auf seine Initiative hin trat Fürth im März 1985 der Initiative Mayors for Peace bei. Während seiner Amtszeit wurden die Städtepartnerschaften mit Bijeljina (damals Jugoslawien, heute Bosnien-Herzegowina, ab 1987), Limoges (Frankreich, ab 1992) und Marmaris (Türkei, ab 1995) begründet.